# متحف شهبا
متحف شهبا أحد متاحف محافظة السويداء في سوريا يقع في مدينة شهبا الأثرية، والتي تضم الكثير من الأثار والأوابد التاريخية، ويعود أهمها إلى حقبة حكم الإمبراطور الروماني فيليب العربي ابن مدينة شهبا.

## تاريخ المتحف
في بداية الستينات وأثناء عمليات تنقيب عن الأثار عثرت البعثة الأثرية على بناء أثري جنوب منطقة الحمامات الإمبراطورية في المدينة، وفي وهذا البناء التاريخي وجدت مجموعة من المكتشفافات الأثرية الهامة ولوحات فسيفساء من أجمل لوحات الفسيفساء على مستوى العالم، يحتوى البناء على 28 غرفة وقاعة، وللمحافظة على هذه اللوحات في مكانها الأصلي قررت المديرية العامة للآثار والمتاحف السورية في عام 1962 م بناء المتحف في نفس المكان، وقامت بترميم وتجهيز المكان الذي أصبح متحف شهبا.

## محتويات المتحف
يضم المتحف روائع من لوحات فسيفساء لايزال عدد منها بحالة ممتازة وموجود في مكانها الأصلي وتمثل كل لوحة أسطورة يونانية، في مدخل المتحف هناك بعض أجزاء المعابد والأحجار المنقوشة، منها لوحة فسيفساء الآلهة ديونيزوس (باخوس) وأجزاء لوحات ذات نقوش ورسومات نباتية وحيوانية ورسومات لحوريات والهة وغيرها وفي الداخل، هناك أربعة لوحات فسيفساء بديعة ومن أجمل لوحات الفسيفساء وأكثرها تميزا وكذلك يوجد رأس تمثال من الرخام الأبيض العاجي للإمبراطور فيليب العربي وعدد من المنحوتات الجدارية.

## لوحات الفسيفساء
فسيفساء
- اللوحة الأولى :

لوحة فسيفساء تيثيس - الهة البحر وتمثل الالهة في وسط اللوحة بشعر كثيف وتحيط بها صور أسماك وفوق الجبهة أجنحة ملائكة تحيط بحيوان نجمة البحر وصورة تنين أسطوري له رأس كلب يرمز لأعماق البحار وفي اطار اللوحة صور كثيرة تمثل أسماك والهة الحب وهم يمتطون الدلافين والمراكب، إلى جانب النقوش البديعة.
- اللوحة الثانية :

لوحة فسيفساء أعراس أريان وبونيزوس، ويمكن تسميتها لوحة الفصول الأربعة وتمثل الالهة جالسة على العرش وحولها هالة الألوهية أو القداسة وتوضح الالهة أريان وهي تتزين بالحلى الكثيرة (عقود، أساور، خواتم، أقراط) ويقف دينيزوس حاملا الصولجان، وتتضمن اللوحة صور هيركوليس. إطار اللوحة مزين بالرسوم النباتية اوراق العنب ومشاهد صيد وموسم قطاف العنب، وتمثل زوايا اللوحة الفصول الأربعة الصيف، الشتاء، الخريف، الربيع.
- اللوحة الثالثة :

لوحة أورفيوس أو فسيفساء الموسيقار الأسطوري وهي تمثل أورفيوس يعزف الموسيقى وهو جالسا على صخرة وتحيط به الحيوانات التي تنجذب إليه، ويتضح من ملابس أورفيوس أنه يلبس الزي السوري الشرقي ويمسك بين يديه فيثارة، وتبين اللوحة مجموعة كبيرة من الحيوانات (الطاووس، النمر، النسر، الافعى، الآوزة، الغزال، الحصان، الفأر، الثور، الفيل، الكلب، الفهد، العصفور).
- اللوحة الرابعة :

لوحة أفروديت وأوريس - الهة الجمال وتمثل اللوحة نساء وآلهة الحب يتنافسون على كسب أسلحة الآلهة اوريس واللوحة مزينة بالنقوش والزخارف وجماليات كثيرة تبين الآسطورة.

## صور اللوحات الفسيفسائية

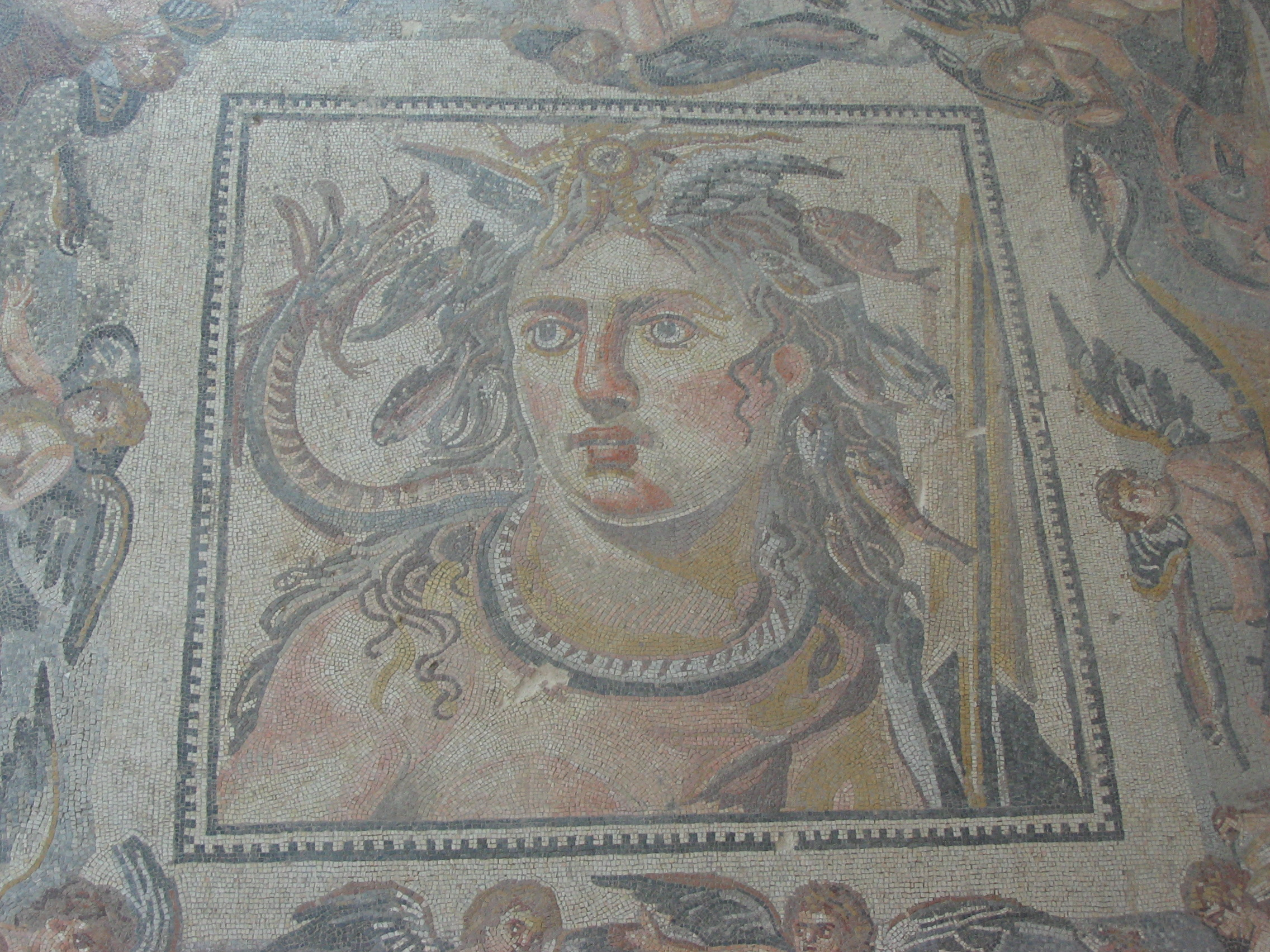
اللوحة الأولى: إلهة البحر تيثيس
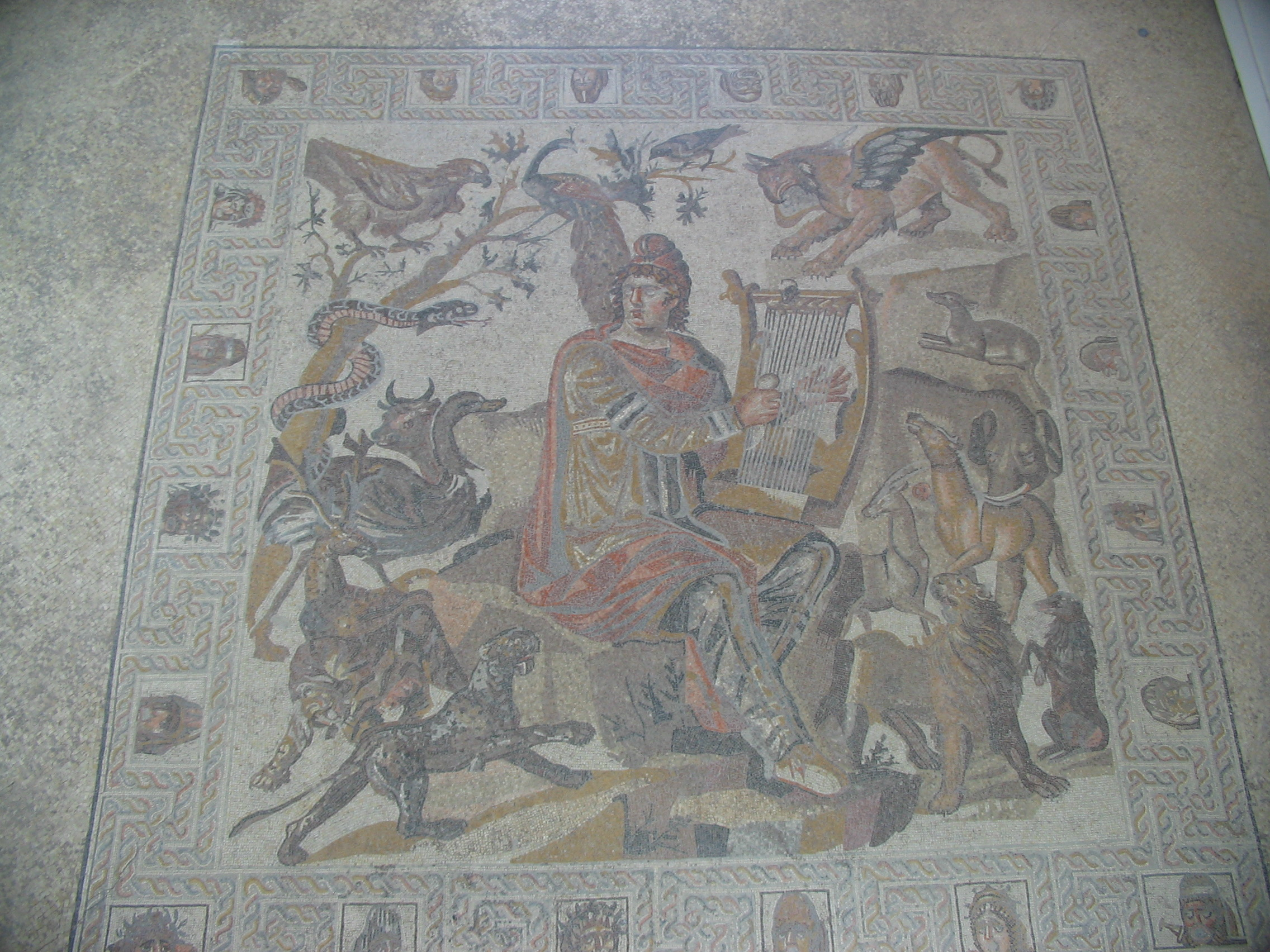
اللوحة الثالثة: لوحة أورفي أو لوحة الموسيقار
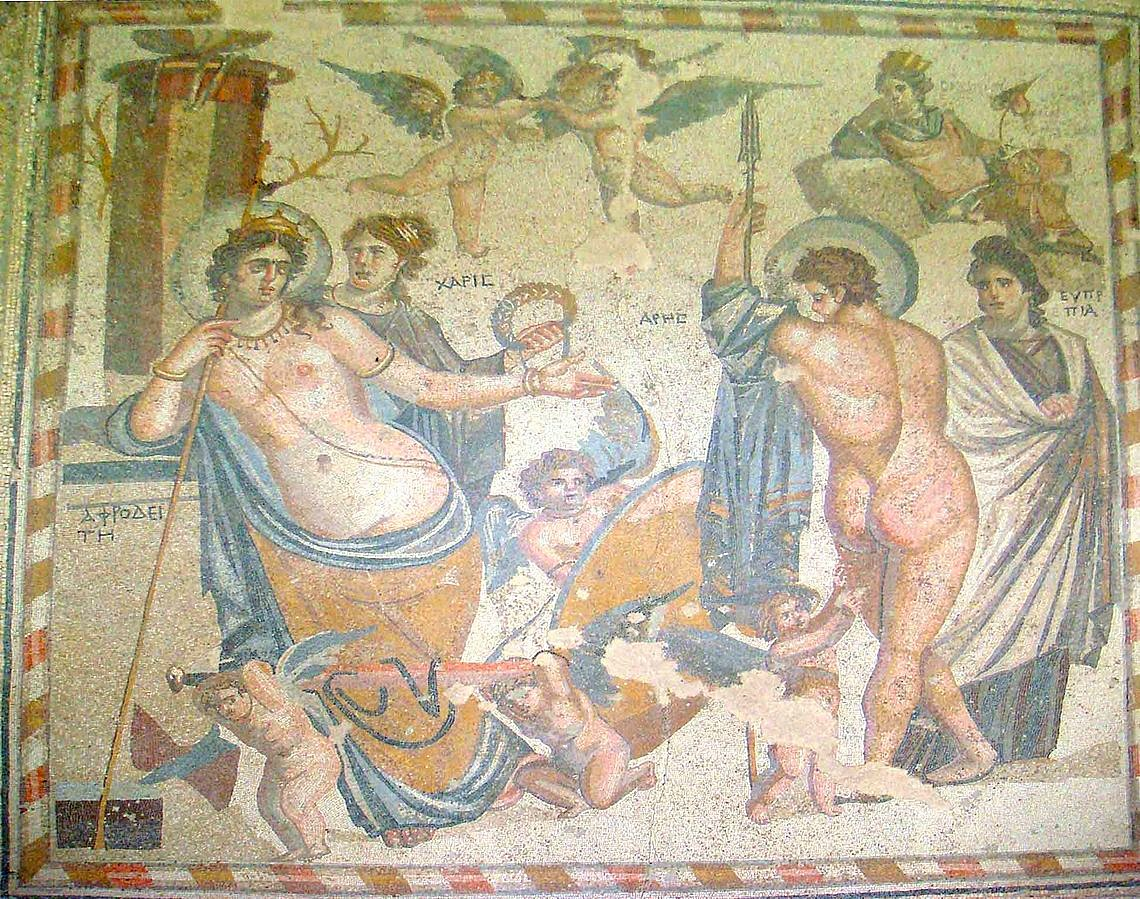
اللوحة الرابعة: لوحة أفروديت وأريس